# Trialeurodes tabaci
Trialeurodes tabaci là một loài côn trùng cánh nửa trong họ Aleyrodidae, phân họ Aleyrodinae.
Trialeurodes tabaci được Bondar miêu tả khoa học đầu tiên năm 1928.